# Hellyethira vernoni
Hellyethira vernoni is een schietmot uit de familie Hydroptilidae. De soort komt voor in het Australaziatisch gebied.